# Un canard envahissant
Pour plus de détails, voir Fiche technique et Distribution.
Un canard envahissant (The Prize Pest) est un court métrage d'animation américain de la série Looney Tunes, mettant en scène Daffy Duck et Porky Pig, réalisé par Robert McKimson et produit par la Warner Bros. Cartoons, sorti le 22 décembre 1951,.

## Synopsis
Auditeur du jeu radiophonique Quel est le nom de ton nom, Porky Pig se voit décerner sans raison apparente le premier prix, qu’il reçoit immédiatement à son domicile sous forme de paquet cadeau. Le prix remporté se trouve être le canard Daffy Duck, lequel se révèle d’emblée envahissant et semeur de désordre, jetant par la fenêtre divers objets et mobiliers, avant d’être lui-même jeté dehors par un Porky Pig excédé. Mais Daffy Duck décide de jouer aux Dr Jekyll et M. Hyde et revient à la charge en prétendant avoir une double personnalité et se transformer en monstre lorsqu’on le contrarie. A l’aide de fausses dents et mimiques assorties, il terrorise Porky pig qui finit toutefois par comprendre le manège et rendre la pareille à Daffy Duck en l’effrayant à son tour, revêtu d’un costume d’Halloween. Finalement, Daffy Duck ayant fui les lieux, Porky Pig s’effraye lui-même en se voyant par hasard dans un miroir.

## Fiche technique
- Réalisation : Robert McKimson
- Scénario : Tedd Pierce
- Animation : Rod Scribner, Phil de Lara, Emery Hawkins, Charles Mc Kimson.
- Voix : Mel Blanc (VO), Michel Mella et Patrick Guillemin (VF)
- Direction musicale : Carl Stalling
- Société de production : Warner Bros. Cartoon
- Société de distribution : Warner Bros. Pictures
- Sortie : 22 décembre 1951
- Pays d’origine : Etats-Unis
- Langue originale : anglais
- Genre : Animation, Comédie
- Durée : 7 minutes